# Teleférico de Madrid
Il Teleférico de Madrid è una funivia situata nella periferia della capitale spagnola, che parte dal paseo del Pintor Rosales e arriva fino a Casa de Campo. Durante il suo tragitto sorvola la rosaleda del Parque del Oeste, la stazione ferroviaria di Príncipe Pío, la chiesa di Sant'Antonio della Florida e il fiume Manzanarre e termina il suo percorso nella plaza de los Pasos Perdidos della Casa de Campo. Attualmente l'impresa fa parte del gruppo Parques Reunidos.
In quest'ultima stazione ci sono un ristorante-caffetteria e un parcheggio, mentre nella stazione del paseo de Rosales ci sono un parcheggio con 350 posti e un ristorante, il Balcón de Rosales, gestito dalla stessa compagnia proprietaria della funivia.

## Storia
L'azienda Teleférico de Rosales, S.A. fu fondata il 6 settembre del 1967.
In precedenza, il 19 luglio dello stesso anno, la compagnia si era aggiudicata la concessione del comune di Madrid per installare e gestire il teleferico per 35 anni.
Il Teleférico fu costruito dall'impresa svizzera Von-Roll e inaugurato il 20 giugno del 1969 dall'allora sindaco di Madrid Carlos Arias Navarro dopo più di un anno di lavori. L'inaugurazione era prevista per il mese di maggio, durante le feste di San Isidoro, patrono di Madrid, ma fu rinviata a causa delle proteste dei cittadini che vivevano vicino al tragitto della funivia.

## Dati tecnici
Il Teleferico è basato su un sistema a doppio cavo (fune portante per il sostegno delle cabine e fune traente per il movimento). La stazione motrice (paseo del Pintor Rosales) si trova a 627 metri sul livello del mare, mentre la traente (Casa de Campo) si trova a  651 metri sul livello del mare.
Attualmente dispone di 80 cabine con 5 posti ciascuna, percorre una distanza di 2.457 metri, arrivando ad un'altezza massima di 40 metri. Ha una capacità di 1.200 passeggeri all'ora e la sua velocità è di 3,5 metri al secondo. Impiega circa 11 minuti per completare il tragitto.
Dalla sua inaugurazione è stata utilizzata da 8 milioni di passeggeri in 5 milioni di viaggi. È utilizzata annualmente da 180.000 passeggeri ed è aperta al pubblico quasi tutti i giorni dell'anno.

## Accesso
- Metro Argüelles: L3 e L6
- Autobus 21 e 74.